# Rare Earth
Rare Earth fue una banda de Rock estadounidense, radicada en Detroit, que se mantuvo activa entre 1960 y 2021.

## Historia
Rare Earth estaba vinculada con el sello de la Motown que tenía su mismo nombre. Una temprana versión de la banda, se formó en 1961, en la ciudad de Detroit, bajo el nombre de The Sunliners y durante seis años se movieron en el terreno del soul y blues. En 1967 se refundaron como Rare Earth y extendieron sus influencias al entonces naciente jazz rock (en la contraportada de su primer disco, se reivindicaban como cercanos a Blood, Sweat & Tears).
La formación de Rare Earth en esta primera época, era la siguiente: Gil Bridges (vocalista, saxo, flauta y percusión), Rod Richards (guitarra y voz), John Persh (bajo y voz), Kenny James (órgano y piano) y Peter Riviera (batería y voz).
En 1970, se incorpora el percusionista Ed Guzmán (congas y pandereta) y en 1971 Ray Monette sustituye a Richards en las guitarras y Mark Olson se hace cargo del órgano tras la marcha de James.
Nuevos cambios en 1975, incorporando un segundo saxofonista y vocalista, Jerry LaCroix, que había estado en Blood, Sweat & Tears, y haciéndose cargo del bajo y batería, Reggie McBride y Barry Eugene Frost, respectivamente. Más tarde, Rivera retornaría al grupo, en su segunda etapa, sustituyendo a Frost.
Después de su disolución, dos de los miembros fundadores Gil Bridges y Peter Rivera, continuaron en el mundo de la música manteniendo una agria disputa sobre los derechos del nombre de la banda. Hoy en día Gil Bridges lidera una nueva banda con el nombre de Rare Earth, a la que durante un tiempo también estuvo ligado Ray Monette. Por su parte, Peter Rivera, en compañía de una serie de músicos provenientes de otras antiguas bandas de rock, lidera una formación denominada The Classic Rock All Stars.

## Discografía
- 1968: Dreams and Answers. Es el primer disco conocido de la banda. Consta de 12 canciones, incluyendo una versión reducida de "Get Ready"

- 1969: Get Ready. Su tema central ocupa una de las caras del LP. La versión de sencillo de este tema sólo contenía tres minutos de los veinte con siete segundos del corte original. Se trataba de una versión de un tema de The Temptations.

- 1970: Ecology. Contiene el éxito "(I Know) I'm Losing You", un cover de The Temptations.

- 1971: One World. Hit en sencillo "I Just Want To Celebrate".

- 1972: In Concert. Primer álbum en vivo. El sencillo: "Hey Big Brother", supuso el punto máximo de popularidad de la banda.

- 1973: Willie Remember.

- 1973: Ma. El tema del mismo título (también de The Temptations) ocupa toda una cara del álbum. Es el último disco destacable del grupo.

- 1975: Back to Earth.

- 1976: Midnight Lady.

- 1977: Rare Earth.

- 1978: Band Together. Con la formación primitiva: Bridges, Monette, Olson, Urso, Guzmán y Hoorelbeke.

- 1979: Grand Slam.

- 1994: Earth Tones: The Essential Rare Earth.

- 2004: The Collection.

- 2005: Rare Earth.

- 2008: A Brand New World.

- 2014: Rare Earth (Live in Chicago).